# Torneio José Macedo de Aguiar
Torneio José Macedo de Aguiar ou Torneio Quadrangular de Salvador de 1971 foi uma competição amistosa interestadual de futebol disputada na cidade de Salvador em 1971, que teve a participação de quatro equipes, duas do Estado da Bahia e duas do Rio de Janeiro, então Estado da Guanabara, com duas rodadas programadas para serem cumpridas, nas quais as equipes envolvidas se enfrentariam em rodadas duplas, sendo campeã aquela que tivesse o melhor aproveitamento, tendo se sagrado campeão, o Fluminense.

## Participantes
- Bahia
- Flamengo
- Fluminense
- Vitória

## Tabela
Todos os jogos disputados no Estádio da Fonte Nova.
Primeira rodada (1 de dezembro)
- Vitória 0–0 Fluminense (público: 9.399 pagantes).
- Bahia 0–0 Flamengo.

Segunda rodada (5 de dezembro)
- Bahia 0–1 Fluminense.
- Vitória 1–1 Flamengo (decisão do 2º lugar - pênaltis 1–2).

## Classificação final
|   | Clube      | Pontos |
| - | ---------- | ------ |
| 1 | Fluminense | 3      |
| 2 | Flamengo   | 2      |
| 3 | Vitória    | 2      |
| 4 | Bahia      | 1      |

| Torneio José Macedo Aguiar |
| -------------------------- |
| Fluminense Campeão         |

## Ficha técnica do jogo do título
Bahia 0 –1 Fluminense.
Data: 5 de dezembro de 1971.
Local: Estádio Octávio Mangabeira (Fonte Nova).
Árbitro: Garibaldo Mattos.
Renda: Cr$ 140.412,00.
Público estimado: 13.000 pagantes.
Gol: Lula aos 14'.
FFC: Félix; Oliveira, Sérgio Cosme, Assis, Marco Antônio; Denilson, Siveira; Sérgio Roberto (Cafuringa), Jair, Mickey e Lula. Técnico: Zagallo.
ECB: Renato; Onça, Zé Oto, Roberto Rebouças e Souza; Amorim, Geraldo (Zé Eduardo); Carlinhos (Sima), Baiaco, João Daniel e Nilo. Técnico: Jorge Vieira.